# Тиха вулиця (фільм)
«Тиха вулиця»  (англ. Easy Street) — американський німий короткометражний фільм Чарлі Чапліна, випущений 22 січня 1917.

## Сюжет
Чаплін показав вулицю свого дитинства — з бідністю, хуліганством, алкоголізмом, домашнім насильством. Величезний хуліган тероризує Тиху вулицю. Поліція не справляється зі своїми обов'язками. Бродяга влаштовується на службу в поліцію. Його відправляють патрулювати Тиху вулицю. Хуліган нападає на нового поліцейського, Бродяга справляється з Гігантом і встановлює порядок на вулиці.

## У ролях
- Чарлі Чаплін — бродяга / поліцейський
- Една Первіенс — співробітниця місії
- Ерік Кемпбелл — бандит Громила
- Шарлотта Міно — його дружина
- Альберт Остін — проповідник / поліцейський
- Лойал Андервуд — батько сімейства
- Вільям Гіллеспі

## Цікаві факти
- «Тиха вулиця» — єдиний фільм Чапліна, на якому стався нещасний випадок. Всі трюки у фільмах Чапліна ретельно репетирувалися. У той час, коли Бродяга одягав вуличний ліхтар на голову хулігана, щоб отруїти його газом, кришка ліхтаря відламалася і гострий металевий край впав на ніс Чапліна. Йому наклали два шви.
- В одній зі сцен, де дія відбувається в комірчині бідних жителів Тихої Вулиці, на стіні кімнати висять портрети російського імператора Миколи II, його дружини і царської сім'ї. Ймовірно, цим показано, що там живуть російські емігранти.